# Собат (река)
Собат је река која настаје од два тока, реке Баро и Пибора на самој граници са Етиопијом у вилајету Џонглеј у Јужном Судану. Дужина тока је 354 km и улива се у Бели Нил недалеко од града Малакал. Површина слива је око 225.000 км², док је просечан проток 412 м³/сек (максимум - 680 м³/сек, за време кишне сезоне).